# Olenecamptus indianus
Olenecamptus indianus es una especie de escarabajo longicornio del género Olenecamptus, categorizada en la tribu Dorcaschematini, de la subfamilia Lamiinae. Fue descrita por Thomson en 1857.

## Descripción
Mide 9,5-24 mm de longitud.

## Distribución
Se distribuye por China, India, Birmania, Nepal y Vietnam.